# ژرار دو نروال
ژرار دو نروال (به فرانسوی: Gérard Labrunie, dit Gérard de Nerval) شاعر، نمایش‌نامه نویس و رمان‌نویس قرن نوزدهم میلادی اهل فرانسه است. اغلب او را همتای شارل بودلر، آرتور رمبو و استفان مالارمه، و از بزرگ‌ترین شاعران قرن نوزدهم می‌دانند. همچنین «مارسل پروست» نویسنده بزرگ قرن بیستم، نروال را همدوش شاتوبریان و در شمار نخستین نوابغ بزرگ قرن نوزدهم قرار داده‌است.

## زندگی
ژرار دو نروال در ۲۲ می ۱۸۰۸ در پاریس زاده شد. کودکی خود را در نواحی والوا گذراند زیرا پدرش طبیب ارتش ناپلئون بود و همواره به مأموریت می‌رفت. پس از مرگ مادرش در خردسالی در دبیرستان شارلمانی پاریس به تحصیل پرداخت و در آنجا بود که با تئوفیل گوتیه آشنا شد. بزودی به سوی شعر رهسپار شد و نخست به تقلید شاعران نامدار زمان خود پرداخت و سپس به ویکتور هوگو معرفی شد. نروال رفته‌رفته جوانی محبوب و سرشناس شد و با تئوفیل گوتیه و چند تن دیگر انجمن ادبی بنیاد نهاد که برنامه‌اش آزادی و شبگردی بود. اعضای انجمن مجالس رقص ترتیب می‌دادند و به شبگردی می‌پرداختند و از این رهگذر خشم اعیان و اشراف را برمی‌انگیختند و به این شیوه در پی تسخیر زندگی برمی‌آمدند اما از همان زمان روحیه نروال با دیگران تفاوتی آشکار داشت: او از بیماری عصبی و اختلالات روحی در تعب بود؛ گاه به‌شیرینی و دلپذیری ساعاتی چند لب به سخن می‌گشود و همه به او گوش فرا می‌دادند و گاه نیز پا بگریز می‌نهاد و خاموشی برمی‌گزید. در این احوال به ترجمهٔ آثار شاعران آلمانی پرداخت و داستان هائی چند به تقلید نوشت. سپس در اروپا به سیاحت پرداخت و پس از سیر و سلوک فراوان، خود را شاعری ظریف و قصه پردازی لطیف طبع یافت.
نروال در یکی از شب گردی‌های خود بازداشت شد. او را به بیمارستان خصوصی اعصاب فرستادند و ۸ ماه در آنجا بستری شد همین که از بیمارستان رها شد، آرزوی دیرینهٔ خود را صورت واقعیت بخشید. از راه مالت به قاهره و بیروت و قسطنطنیه شتافت و زیارت شاعرانهٔ شرق را به جای آورد. در بازگشت توهم بر زندگی اش چیره گشت و در بیمارستانی خصوصی بستری گردید. کارش به جنون کشیده بود و در همین زمان شاهکارهای ادبی خود را پدیدمی‌آورد. شبها در خیابان‌های پاریس تهیدستانه پرسه می‌زد و رفتاری غریب داشت.
حیوان خانگی اش خرچنگی بنام «تیبو» بود که روبانی نیلگون به آن آویخته بود و به پیاده‌روی می‌رفت.
در نامه ای به دوست دیرینه اش نوشته‌است: "لارا جان، به محض رسیدنم به میدان اصلی، شهردار برای دزدیدن خرچنگ از تور ماهیگیری، خواستار عذرخواهی صریح و تام از طرف من شد. با ادامه داستان سرت را درد نمی‌آورم همین را بگویم که با پرداخت غرامت، اکنون "تیبو کوچولو" همراه من در شهر است"
بنا به گفتهٔ تئوفیل گوتیه از جانب نروال: «چرا باید موجودی چون خرچنگ مضحک تر از یک سگ باشد؟ حتی از یک گربه، یک آهو، یک شیر، یا اصلاً هر جانور دیگری که کسی برا پیاده‌روی می‌گزیند؟ خرچنگ‌ها را می‌پسندم آنها مسالمت آمیز و فکور اند و بیش از هرکسی راز دریا را می‌دانند، پارس کردن در کار نیست و چو سگ تعرض به حریم شخصی کسی نمی‌کنند. گوته نیز نسبت به سگان بیزار بود، و نمی‌توان دیوانه خطاب اش کرد»
سرانجام فزونی فقر و سردرگمی، خود را از پنجرهٔ سردابی در خیابان «فانوس» Vieille-Lanterne به طناب دار آویخت. بامداد ۲۶ ژانویه ۱۸۵۶، دوستانش پیکر بی جان او را مرده یافتند. هنوز کلاه به سر داشت و نسخه خطی «اورلیا» در جیبش به چشم می‌خورد.
و در جیب دیگرش نامه ای خطاب به عمه اش با مضمون، «سحر در پی من به پا نخیزید، زیرا که شب سیاه و سپید خواهد بود» رؤیت شد. بودلر دربارهٔ این واقعه نوشت: نروال «روحش اش را به ظلمانی‌ترین خیابان ممکنه اعطا کرد.»

## نروال و ایران
نروال در حیات گوته تحت تأثیر دیوان غربی-شرقی، به شرق و از جمله ایران دلبستگی پیدا کرد. او حتی در کتاب سفر به شرق فصلی را به یادآوری تاریخ برمکیان در دورهٔ هارون اختصاص داده‌است.
در نوزده سالگی ترجمه جاه طلبانه ای از «فاوست» Faust شاهکار گوته ارائه داد که شهرتی زودهنگام برای او رقم زد. نوشته‌اند گوته با مطالعه ترجمهٔ او گفته‌است: "پس هنوز در فرانسه نوابغی وجود دارند!." حتی مدعی شد که این ترجمهٔ، نسبت به متن اصلی کتاب فضیلت دارد.

## نروال از نگاه دیگران
نقل است هدایت پس از خواندن «اورلیا» Aurélia از نروال، به یکی از دوستان فرانسوی اش گفته بود: «اگر این کتاب را پیشتر خوانده بودم بوف کور را نمی‌نوشتم»
کارل گوستاو یونگ نیز در نطقی در زوریخ «اورلیا» را اثری خارق‌العاده خواند.
نروال بر طیف وسیعی از مکاتب اثر گذاشت؛ چنان‌که آندره برتون او را طلایه دار سوررئالیسم نامید.
آنتون آرتو بینش شهودی شعر او را همتراز افرادی چون هولدرلین، نیچه و ون گوگ قلمداد کرد.
اومبرتو اوکو در کتاب شش گشت‌وگذار در جنگل‌های روایت، داستان «سیلوی» را شاهکار نامید و از تفسیر آن برای تشریح کاربرد دوپهلویی استفاده کرد. پروست نیز ضمن ستایش داستان «سیلوی»، از ویژگی کاوش و بازیابی زمانی آن، در شاهکار خود بهره برد.
همچنین گیوم آپولینر نقل می‌کند که: نروال هنگام ترقیم داستان «سیلوی»، مدتی چند در شانتیئی گذراند تا غروب آفتاب منحصر داستانش را بیابد. این داستان محبوب شماری از ادیبانی چون جوزف کورنل، اومبرتو اوکو و آندره برتون بود.

## نمونهٔ اشعار
"بر سنگ لحد " Epitaphe
گاه همچون سار، سرخوش می‌زیست
و پیاپی، گاه عاشقی بود لاابالی و نازکدل
و گاه همچون «کلیتاندر» در غمناک، پریشانحال
روزی شنید که حلقه بر درش می‌کوبند:
مرگ آمده بود!
از مرگ درخواست کرد لحظه‌ای درنگ کند
تا وی نقطه‌ای بر پایان آخرین چامهٔ خویش گذارد،
و سپس بی آنکه اضطرابی بدو دست دهد
رفت و در ته صندوقچه سردی که بدنش در آن می‌لرزید آرمید.
بنا بگفته تاریخ، وی مردی تنبل بود.
مرکب را زیاد در دوات نگه می‌داشت تا خشک می‌شد
می‌خواست همه چیز بداند اما به راز چیزی پی نبرد.
سرانجام، در یکی از شبهای زمستان،
لحظه‌ای رسید که دل‌آزرده از این زندگی،
اما با جانی سرخوش، رخت از این جهان بر می‌بست و می‌گفت چرا آمده بودم!
ترجمهٔ حسن هنرمندی

## آثار
سفر به شرق (۱۸۵۱)
اشراق‌شدگان (۱۸۵۲)
سیلوی (۱۸۵۳)
دختران آتش (۱۸۵۴)
پاندورا (۱۸۵۴) 
اورلیا (۱۸۵۵)